# 比蘭庫羅區
22°00′00″S 35°19′00″E / 22.0000°S 35.3167°E

比蘭庫羅區（葡萄牙語：Vilanculos），是莫桑比克的行政區，位於該國東南部，由伊尼揚巴內省負責管轄，首府設於維蘭庫洛，面積5,867平方公里，2007年人口135,710，人口密度每平方公里23人。